# Товкацький Василь Сергійович
Василь Сергійович Товкацький (нар. 14 січня 1983, м. Львів) — український нападник футбольного клубу «Нива» (Тернопіль), до якого перебрався взимку 2013 року.

## Біографія
Товкацький — вихованець львівської футбольної школи. Розпочав кар'єру в клубі «Карпати-2», але в основі львівського клубу закріпитись не зміг. У 2000-х роках попробував свої сили в білоруських клубах ФК «Гомель» та «Славія» (Мозир), за які провів 17 та 12 матчів відповідно, забивши 3 голи за «Гомель», за «Славію» не відзначався.
У 2004 році повернувся в Україну і влаштувався у луцьку «Волинь». Провівши лише три матчі без голів, поїхав до Ужгорода в місцеве «Закарпаття», де провів 11 матчів, не забивши жодного голу. Повернувшись з оренди, знову виступав за «Волинь», але вже продуктивніше: провів 44 матчі, забивши 6 голів.
У 2007 році перебрався до Охтирки в місцевий «Нафтовик», де провів 16 матчів з 2 голами. 2008 рік виявився непередбачуваним: після охтирського «Нафтовика» була «екскурсія» до Польщі в клуб «Гетман» із міста Замостя. Там у Товкацького нічого не вийшло, і він повернувся на Україну.
У 2009 році перейшов в «Арсенал» з Білої Церкви, де провів 9 матчів і відзначився 4 голами. 2009 року тернопільська «Нива» підписала контракт із Товкацьким строком на один рік. За «Ниву» провів 17 матчів і забив 4 голи.
В «Арсенал» повернувся в тому ж 2009 році. Але вже почав виступати все частіше в основному складі, в підсумку провів 94 матчі і відзначився 17 разів.

Повернення до «Ниви» з Тернополя відбулося зимою 2013 року.
Василь Товкацький — швидкісний і мобільний гравець лінії атаки, який може нав'язати боротьбу у штрафному майданчику, добре працює з м'ячем, непогано грає в повітрі, хоча як для нападника має негренадерський зріст (1,75 м)
— так схарактеризував новачка «Ниви» її головний тренер Ігор Яворський.
До кінця 2013 року Товкацький виступав у «Ниві» під 13-м номером, провів 10 матчів і забив 1 гол.